# Zimolez fialový
Zimolez fialový (Lonicera pileata), často v odborné a populární literatuře uváděný pod názvem zimolez kloboukatý, je stálezelený keř z čeledi zimolezovité (Caprifoliaceae), dorůstající výšky do 1 metru. Pochází z Číny a je pěstován i v Česku jako okrasná dřevina.

## Popis
Listy jsou drobné, lesklé, oválné, celokrajné a kožovité, přisedlé, nahloučené na tenkých křehkých větvičkách. Na líci jsou leskle tmavozelené, naspodu světle zelené. Při rašení ovšem mohou být zbarvené i fialově. Kůra je zprvu červenohnědá a hladká, později olivově zelená až šedá. Pupeny jsou skryty v  úžlabí listů. Bělavé květy vyrůstají v páru v úžlabí listů, ale jsou malé a nenápadné. Kvete v květnu až červnu. Plodem je fialově modrá bobule, která vyrůstá pouze u některých odrůd. Tento druh je velmi podobný druhu zimolez lesklý (Lonicera nitida).

## Použití
Zimolez lesklý lze použít na nízké živé ploty,nebo na pokrytí velkých ploch. Je velice odolný a dobře obráží i po rozsáhlém poškození. Větvičky samy zakořeňují při styku s povrchem půdy.

## Rozmnožování
Vegetativně, nejefektivněji řízkováním. Velmi dobře se rozmnožuje se dřevitými řízky, bylinnými řízky, ale lze jej snadno rozmnožovat například i hřížením.

## Nároky
Při pěstování v mírném pásmu (ČR) roste nejlépe na slunci ale lze jej pěstovat i v polostínu. Vhodná je propustná, humózní půda dobře zásobená vodou a živinami. Dlouhodobé zamokření nemusí snášet dobře. Vhodné pH půdy je 5,6–7,5 (kyselé až mírně zásadité půdy). V ČR může ve výjimečně nepříznivých zimách namrzat. Po řezu velmi dobře regeneruje.
Zimolezy lze pěstovat i v nádobách. Je ale třeba zabránit promrzání obalením nádoby, nebo ji zapustit do země. Zaléváním během zimy dbáme aby rostlina netrpěla suchem. Snáší exhalace. Podle některých informací snáší i mírné zasolení. Velmi dobře snáší řez, obvykle netrpí škůdci.